# Tombi!
Tombi! (オレっ!トンバ?, Ore! Tomba!), conosciuto negli Stati Uniti d'America come Tomba!, è un videogioco a piattaforme a scorrimento orizzontale sviluppato dalla giapponese Whoopee Camp per PlayStation. Il suo seguito è Tombi! 2, unico altro titolo della Whoopee Camp.
Ideato da Tokuro Fujiwara, già creatore di Ghosts 'n Goblins, Tombi! è considerato uno tra i migliori giochi disponibili per PlayStation. La versione inglese del gioco è stata distribuita tramite PlayStation Network per PlayStation 3, PlayStation Portable e PlayStation Vita.
Nel 2023 viene annunciata una conversione per PlayStation 5, PlayStation 4, Nintendo Switch e PC, che sarà sviluppata da Limited Run Games. Il primo agosto 2024 è stato pubblicato Tomba Special Edition per PlayStation 5, Switch e PC.

## Trama
Tombi è un ragazzo selvaggio dai capelli rosa. A seguito della morte di suo nonno vive nella foresta di un'immensa isola non segnata sulle carte geografiche, sorvegliando la sua tomba e tenendo intorno al polso l'unico oggetto che gli è rimasto del suo defunto parente: un bracciale dorato. Un giorno si imbatte nei terribili maiali Koma, mentre stanno assaltando un carretto: Tombi interviene per affrontarli, ma accidentalmente viene colpito in testa da un ramo e perde i sensi. Al risveglio, il ragazzo si accorge che i maiali hanno rubato il bracciale di suo nonno, e si lancia al loro inseguimento, raggiungendo un anziano eremita per sapere dove si trovano.
Ma presto il ragazzo si accorgerà di essere coinvolto in qualcosa di ben più grave della ricerca del bracciale: l'eremita gli racconta che i maiali Koma sono i servitori dei sette Maiali Cattivi, potenti stregoni che hanno lanciato varie maledizioni sulle regioni dell'isola, e l'unico modo per sconfiggerli e riportare l'isola come era prima è intrappolarli nei Sacchi del Maiale, oggetti magici che permettono di raggiungere le loro dimore e imprigionarli.

## Modalità di gioco
Nonostante questo gioco sia fondamentalmente un platform, possiede alcuni elementi da videogioco di ruolo. Infatti, il gioco si articola in 130 quest principali e secondarie, denominate "Eventi", che offrono premi e permettono al giocatore di proseguire nell'avventura. È inoltre presente un rudimentale sistema di esperienza, per cui Tombi guadagna esperienza magica (rossa, verde e blu) sconfiggendo determinati nemici (una volta raggiunto il livello 10 in un tipo di esperienza, è possibile utilizzare i gioielli magici del fuoco, del vento e dell'acqua) e il sistema AP (Adventure Points) che consente di sbloccare potenziamenti per il personaggio nascosti in cassette apposite, tra cui i bonus di energia che estendono la salute massima di Tombi. Infine, Tombi può contrarre curiose alterazioni di stato durante le sue avventure, come la tristezza o la risata (impediscono l'uso delle armi).

## Personaggi
- Tombi: il protagonista. Viaggia nel continente per recuperare il braccialetto del nonno, e per farlo dovrà sconfiggere i Maiali Koma. Indossa solo un paio di pantaloni corti, e ha i capelli di un curioso rosa acceso, motivo di stupore per diversi personaggi nel corso del gioco.
- Charles: uno scimmiotto abilissimo a mettersi nei guai. È ghiotto di banane e perde spesso i suoi pantaloni. Insegna a Tombi molte abilità nel corso dell'avventura, come ricompensa dei favori ricevuti.
- Baron: un cane che Tombi trova nella Foresta degli Gnomi e che necessita di essere curato con delle erbe. Una volta guarito, diviene grande amico di Tombi, e grazie alle sue orecchie che sbatte come ali può portarlo in qualunque posto già visitato.
- I Vecchi del Tempo: quattro vecchi saggi, che possiedono diverse chiavi (per diversi scrigni del tesoro) e diverse campane (che possono portare Tombi al loro rifugio). Aiutano Tombi a sconfiggere i Maiali Cattivi. Sono il Vecchio Centenario (che vive al Villaggio degli Esordi), il Vecchio Millenario (che vive nella Casa Stregata), il Vecchio Decimillenario (che vive nel Villaggio Trucco) e il Vecchio Milionario (che vive nel Labirinto Sotterraneo).
- Yan del Villaggio Nascosto: un ragazzo che ama giocare a nascondino. Se Tombi lo troverà, gli darà dei premi molto importanti.
- Mizuno: conosciuta anche come la "strega carina", vive al Villaggio degli Esordi. Conosce la ricetta per il Dolcetto d'Oro e possiede uno Specchio Magico con il potere di fondere le armi.
- La Fenice: uccello che nidifica sul Monte della Fenice. Un tempo noto come "il signore dei cieli", trasportava i viaggiatori, ma ora è indebolito dai venti impetuosi. Il suo cibo preferito è il Fiore Bunk.
- L'Albero del Sapere: l'albero più vecchio del continente, cresce su una collina della Giungla Masakari. Parla a Tombi per mezzo di un pappagallo, suo vecchio amico, e si nutre dei sali minerali presenti nel terreno.
- Gli Gnomi: una tribù amichevole che vive in un villaggio nella Foresta degli Gnomi. Sono governati dal saggio e anziano Grande Gnomo. Parlano una lingua che Tombi inizialmente non comprende.
- I Masakari: una tribù di selvaggi che abita la Giungla Masakari. Per effetto di un incantesimo, sono ostili a chi attraversa i loro territori. Molto abili a usare trappole, adorano suonare il tamburo Funga, uno strumento a percussione simile al bongo, tanto che questa è una delle poche parole che sono in grado di proferire.

### Nemici
- Maiali Koma: subalterni dei Maiali Cattivi, hanno infestato l'intero continente. Nelle Cave di Lava ne esiste una varietà in grado di volare, sputare fuoco e trasformarsi in pipistrello.
- Uccelli Kokka: grossi rapaci dagli artigli affilati. Gli Uccelli Kokka rossi vivono al Villaggio degli Esordi, dove rubano le uova per crescere i pulcini come loro piccoli; gli Uccelli Kokka blu infestano la Casa Stregata.
- Piante Carnivore: radici che attaccano con la loro bocca, simile a un uovo, ogni volta che avvertono la presenza di qualcuno. Nella Giungla Masakari ne cresce una varietà spinosa e particolarmente aggressiva. Il loro fiore rientra tra gli ingredienti dei dolcetti magici.
- Tartalligatori: coccodrilli blu, dotati di un guscio spinoso. Si incontrano sul Monte della Fenice e, all'occorrenza, possono variare di lunghezza il loro corpo.
- Bonsugee: mostri volanti, simili a meduse con un solo occhio, che allignano nella Foresta dei Funghi. Ne esiste una varietà viola, in possesso della Polvere "Cresci e Splendi", e una varietà gialla, che custodisce la Bottiglia delle Lacrime.

### I Maiali Cattivi
Un gruppo di otto Maiali con poteri magici, di cui i primi sette sono stati creati dall'ultimo, il Vero Maiale Cattivo. Ognuno di essi ha gettato un incantesimo sul luogo in cui si trova il suo Sacco, e a ciascuno è associato un colore:
- Maiale Musicale: ha coperto di spore la Foresta degli Gnomi, facendo appassire le piante. È appassionato di canto, porta un paio di occhiali e ricorda un direttore d'orchestra; è in grado di bloccare gli avversari e lanciare spore giganti. Il suo colore è il blu.
- Maiale Furioso: ha scatenato le tempeste sul Monte della Fenice, rendendo la zona pericolosa. Padroneggia l'elemento del vento, con cui scaglia potenti tornado contro chi visita il suo covo. Il suo colore è il rosso.
- Maiale di Fuoco: ha elevato il calore delle fiamme nelle Cave di Lava, impedendo il passaggio. È molto corpulento, sebbene millanti una muscolatura poderosa, e tronfio. Il suo elemento è il fuoco, che gli permette di lanciare blocchi di lava incandescente, e il suo colore è il verde.
- Maiale Topo: ha trasformato gli abitanti del Villaggio di Bacco in topi. È magrolino, il suo elemento è la terra, grazie al quale scaglia grossi massi contro i suoi nemici, e il suo colore è l'arancione.
- Maiale Stregato: ha infestato la casa sul Lago di Bacco, conferendole un aspetto minaccioso e popolandola di mostri, da allora nota come Casa Stregata. Ha una lunga barba bianca, il suo elemento è l'elettricità, con cui è in grado di scagliare fulmini, e il suo colore è il rosa.
- Maiale di Giungla: è responsabile dell'aggressività degli indigeni nella Giungla Masakari, poiché la giungla dove abitano è diventata letale e pericolosa. È l'unico Maiale Cattivo di sesso femminile, e sembra avere una gran predilezione per i fiori, lanciandone una varietà evidentemente velenosa. Il suo colore è il blu scuro (navy blue nella versione originale).
- Maiale Subacqueo: ha allagato il Villaggio Trucco. È allampanato e pallido, e vive sott'acqua. Il suo elemento è l'acqua, in cui è in grado di generare turbolenze, e il suo colore è il giallo.
- Il Vero Maiale Cattivo: il capo dei Maiali, ha creato tutti gli altri ed è personalmente a guardia delle riserve di oro, necessarie ai Maiali per lanciare i loro incantesimi e custodite su un'isola a forma di testa di maiale. Quando si riesce a battere i 7 Maiali, il Vero maiale Cattivo rimuove le loro statue che consentono di aprire il passaggio per il suo rifugio, anche se Tombi riesce a riaprire il passaggio grazie alle amicizie fatte durante la sua avventura. Utilizza le tecniche degli altri maiali e il suo colore è il nero.

## Accoglienza
Nonostante le critiche quasi totalmente positive, Tombi! ha venduto un moderato numero di copie, fallendo nell'obiettivo di diventare un titolo Platinum. Secondo IGN, che gli assegna un punteggio di 8.7/10, il videogioco ricorda i classici Ghosts 'n Goblins e Ghouls 'n Ghosts.